# Gata de Gorgos
Gata de Gorgos (antiguamente sólo Gata) es un municipio de la Comunidad Valenciana, España. Situado en el noreste de la provincia de Alicante, en la comarca de la Marina Alta. Cuenta con una población de 6659 habitantes (INE 2024).

## Geografía
Gata de Gorgos limita con los términos municipales de:
| Pedreguer | Denia           | Denia   |
| Pedreguer |                 | Denia   |
| Llíber    | Senija y Benisa | Teulada |

## Historia
Al final de la época musulmana, Gata de Gorgos era una alquería perteneciente a la taifa de Denia. Después de ser ocupada por los cristianos en 1250, Jaime I concedió el señorío a Gaspar de Híjar. En 1526 Carlos I decretó el bautismo forzado de los moriscos, lo que provocó una revuelta junto a los moros de Pedreguer y Jalón. En 1535 la parroquia se independizó de la de Denia; constituía un importante núcleo de moriscos (la población mayoritaria en estos valles de la provincia), en el momento de la expulsión de los moriscos (1609), se contabilizaban en la zona un total de 160 familias de religión musulmana, 150 de ellas en el núcleo de Gata, según el censo de Caracena.

### Siglos XV - XVIII
- Siglo XV: La Marina Alta experimenta un auge en el cultivo del almendro y la vid. Gata se especializa en la elaboración de pasas escaldadas a partir de esta última materia prima como también encuentra a través de ellas otro producto clave en la historia económica del pueblo, los capazos de esparto o llata. Inicialmente empleados para el transporte de una ingente producción de pasas.
- Siglo XVI: Gata por sus características orográficas no lo tenía fácil para competir en un creciente mercado agrícola, pero la dificultad acabó por configurar el terreno con abundantes terrazas agrícolas o "bancales" extendidas por sus montañas.
- Siglo XVII: Progresivamente el desarrollo de esta infraestructura y la mejora de la técnica facilitaron la incorporación de más cultivos.
- Siglo XVIII: Gata ya contaba con cultivos como el azafrán, plantas para obtener sosa, elaborar jabón, etc.

Hasta la reforma de la nomenclatura municipal de 1916 el municipio se llamaba simplemente Gata. En dicha fecha su nombre fue modificado por el de Gata de Gorgos.

## Símbolos
El escudo de Gata de Gorgos se define por el siguiente blasón:

Escudo cuadrilongo de punta redonda. En campo de azur un sol de oro. Al todo bordura de oro. Al timbre, corona real abierta.

Fue aprobado el 14 de noviembre de 2008 y publicado el 28 de noviembre del mismo año en el DOGV número 5.903.

## Demografía
Cuenta con una población de 6659 habitantes (INE 2024).
| Gráfica de evolución demográfica de Gata de Gorgos entre 1842 y 2021 |
| |
| Población de derecho según los censos de población del INE Población de hecho según los censos de población del INEEn estos censos se denominaba Gata: 1842, 1857, 1860, 1877, 1887, 1897, 1900 y 1910 |

| 3967 | 3780 | 3732 | 4228 | 4227 | 4323 | 4437 | 4903 | 5077 | 4831 | 5032 | 5551 | 5969 | 6292 | 6327 | 5825 |

## Administración
| Periodo   | Nombre                                                         | Partido      |
| --------- | -------------------------------------------------------------- | ------------ |
| 1979-1983 | Eduardo Adolfo Mulet Salvà (1980-1983)                         | AP - CP      |
| 1983-1987 | Eduardo Adolfo Mulet Salvà                                     | CP           |
| 1987-1991 | Eduardo Adolfo Mulet Salvà                                     | CP - PP      |
| 1991-1995 | Vicente Font Leyda                                             | PSPV-PSOE    |
| 1995-1999 | Vicente Font Leyda (1995-1997) Gabriel Feliu Pedro (1997-1999) | PSPV-PSOE PP |
| 1999-2003 | Gabriel Feliu Pedro                                            | PP           |
| 2003-2007 | José Diego Mulet                                               | PSPV-PSOE    |
| 2007-2011 | Ana María Soler Oliver                                         | PP           |
| 2011-2015 | Ana María Soler Oliver - Mayte Signes Caselles                 | PP           |
| 2015-2019 | Magda Mengual                                                  | Compromís    |
| 2019-2023 | Josep Francesc Signes Costa                                    | Compromís    |

## Monumentos
- Iglesia de San Miguel Arcángel. Edificio de interés arquitectónico.
- Ermita del Calvario.
- Paraje de la rana.
- Paraje de La Font de la Mata.
- Las Cuevas Rojas.

## Festividades
- Cabalgata de Reyes. Se lleva a cabo una representación de un auto sacramental de los Reyes Magos. Se representa cada 5 de enero el "Misterio de los Reyes Magos" escrito por Antonio Salvà, cronista de la localidad desde 1968 hasta 2007, basada en los autos sacramentales. Anteriormente a este escrito se representaba otra obra, de varios autores, todos ellos participantes en las primeras representaciones y repartos de regalos que se realizaron en Gata.
- San Antonio Abad. Tiene lugar el 17 de enero con la tradicional bendición de animales.
- San Juan. El barrio de La Font del Riu celebra durante unos días la festividad en honor de san Juan con verbenas y actos religiosos (23-24 de junio).
- Fiestas patronales. Se celebran entre el 27 de julio y el 6 de agosto, en honor del Santísimo Cristo del Calvario.
- Festividad de San Miguel Arcángel (el 29 de septiembre).